# Zygonoides lachesis
Zygonoides lachesis är en trollsländeart som först beskrevs av Friedrich Ris 1912.  Zygonoides lachesis ingår i släktet Zygonoides och familjen segeltrollsländor. Inga underarter finns listade i Catalogue of Life.